# Texas Rangers (baseball)
 For alternative betydninger, se Texas Rangers. (Se også artikler, som begynder med Texas Rangers)
Texas Rangers er et amerikansk baseballhold fra Arlington, Texas, der spiller i MLB-ligaen. Rangers hører hjemme i Western Division i American League, og spiller deres hjemmekampe på Globe Life Park in Arlington.
Rangers blev stiftet i 1961 i Washington D.C. under navnet Washington Senators, men i 1972 flyttede klubejeren holdet til Arlington, hvor det siden da har hørt til under navnet Rangers. Holdet har aldrig vundet MLB-titlen World Series, og har heller ikke været i finalen.  Det er således det ældste hold i nogen Nordamerikansk professionel sport, der aldrig har vundet et mesterskab.